# Bolotnitsa Fluctus
Bolotnitsa Fluctus is een lavastroom op de planeet Venus. Bolotnitsa Fluctus werd in 1997 genoemd naar Bolotnitsa, een moeraszeemeermin uit de Slavische mythologie.
De fluctus heeft een lengte van 1100 kilometer en bevindt zich in de quadrangles Atalanta Planitia (V-4) en Nemesis Tesserae (V-13).